# Vidal Morales y Morales
Vidal Morales y Morales   (l'Havana, 21 d'abril de 1848 - l'Havana, 1904) fou un historiador i biògraf cubà.
Va cursar els primers estudis a l'Havana, i el 1870 es va llicenciar en Dret Civil a la Universitat de la ciutat. Advocat i home de gran saber en qüestions cubanes, va col·laborar en els diaris més importants de la seva època, fent una tasca sòlida. Fundà el Boletín del Archivo Nacional. Entre 1881-1883 va arribar a ocupar el càrrec d'Advocat Fiscal Substitut de l'Audiència de l'Havana. Va brillar més que per la forma, pel bagatge de les seves obres, produint la titulada Iniciadores y primeros mártires de la revolución cubana (1901), a la qual s'hi sumen altres llibres de positiu valor crític i erudit:
- Hombres del 68;
- Rafael Morales y González (1904);
- La isla de Cuba en los diferentes períodos constitucionales;
- El barón de Humboldt en la Isla de Cuba;
- Nociones de la historia de Cuba i la biografia del Conde de Pozos Dulces i José Silverio Jorrin, i diverses obres de José Antonio Saco, que va anotar i va completar en la Història de la esclavitud de la raza africana en el Nuevo Mundo (1893).

Va ser també fundador del Col·legi d'Advocats de l'Havana, on es va exercir com a Secretari Comptador, i va pertànyer a la Junta Classificadora del gremi d'advocats. El 1897, el Govern Interventor el va designar Cap dels Arxius de Cuba.